# Copa de la Liga
La Copa de la Liga es el nombre general de una competición de fútbol profesional en la que participan equipos de fútbol de una determinada liga, habitualmente la Primera División de cada país, lo que la hace diferenciar del torneo de Copa Nacional que incluyen equipos de varias divisiones, amateurs y profesionales.
El formato de competición es muy variado. Algunos países donde se disputan tienen fase de grupos en las primeras rondas; aunque en la mayoría de los casos tienen fases eliminatorias de ida y vuelta o partido único para definir el clasificado a la siguiente ronda. Algunos torneos se suelen disputar en pretemporada o después del final de cada liga. En el caso de las copas de liga de Europa, los torneos se juegan en el transcurso de la temporada, alternándose con los torneos de liga y copa de cada país europeo. En la actualidad, las Copas de liga son consideradas el tercer torneo de fútbol más importante a nivel nacional en cualquier país, tras la competición de liga de Primera División y la Copa Nacional.

## Historia
El primer torneo local de fútbol que se denominó Copa de la Liga se celebró en Escocia, en la temporada 1946-47 llamándose Scottish League Cup («Copa de la Liga de Escocia»). Sin embargo, en Irlanda se jugó entre 1922 y 1973 un torneo denominado League of Ireland Shield («Escudo de la Liga de Irlanda»), el cual sería el primer torneo que incluiría equipos de Primera División, siendo el predecesor de la actual Copa de la Liga de Irlanda.
La creación de un torneo de este tipo es exclusivamente para los equipos de la liga nacional de los países que lo organizan. Además de los dos principales torneos de fútbol de cada país, la liga y la copa que conforman el doblete, significó la creación de un nuevo logró futbolístico nacional, el triplete. El primer triplete nacional de este tipo fue ganado por el Shamrock Rovers de Irlanda en 1925.
Las copas de la liga fueron creadas, en general, después de la Segunda Guerra Mundial. Por ejemplo, la Copa de la Liga de Inglaterra (llamada EFL Cup) fue creada en 1960, aunque en otros países se crearon después cuando el número de estadios con iluminación aumentó, permitiendo partidos a mitad de semana en la noche.
La siguiente es una lista de Copas de la Ligas de fútbol.

## AFC (Asia)
- Copa Hwaebul.
- Copa de Liga de los Emiratos Árabes Unidos
- Copa de la Liga de Hong Kong
- Super Copa India
- Copa Federación de Kuwait
- Copa Elite del Líbano
- Copa FA Shield de Jordania
- Copa J. League
- Copa de Malasia
- Copa de la Liga de Omán
- Copa Paulino Alcántara
- Copa de las Estrellas de Qatar
- Copa Príncipe de la Corona de Catar
- Copa de la Liga de Singapur
- Copa de la Liga de Tailandia

## CAF (África)
- Telkom Knockout
- MTN 8
- Copa KPL Top 8

## UEFA (Europa)
- Copa de la Liga de Escocia
- Copa de la Liga de Gales
- Copa de la Liga (Inglaterra)
- Copa de la Liga de Irlanda del Norte
- Copa de la Liga de Irlanda
- Copa de la Liga de Portugal
- Copa Toto
- Copa de la Liga de Islandia
- Cupa Federației

## Concacaf (Norteamérica, Centroamérica y el Caribe)
- Copa de la Liga de Trinidad y Tobago

## Conmebol (Sudamérica)
- Copa de la Liga Profesional
- Copa Intermedia

## Competiciones desaparecidas

### Asia
- Copa Japan Soccer League
- Copa Federación de la India
- Copa de la Liga de Corea

### África
- Coupe de la Ligue Professionel

### Europa
- DFB-Ligapokal
- Olympia-Pokal,  Fuwo-Pokal, DFV-Toto-Sonderrunde
- Coupe de la Ligue Pro
- Spar Cup, Den danske Liga Cup, Viasat Cup
- Copa del Ejército Soviético
- Copa de la Liga de España
- Copa de la Liga de Hungría
- Copa Toto Spor
- Copa de la Liga de Finlandia
- Coupe Charles Drago, Copa de la Liga (Francia)
- Greek League Cup
- Copa de la Liga de Letonia
- Copa de la Liga noruega
- Puchar Ekstraklasy
- Cupa Ligii
- Copa de la Liga Premier de Rusia
- Copa de la Liga suiza
- Copa de la Liga ucraniana
- Copa de la Federación Soviética

### Norteamérica, Centroamérica y el Caribe
- Pro Bowl de Trinidad y Tobago
- Goal Shield de Trinidad y Tobago

### Sudamérica
- Copa Centenario de la AFA, Copa Suecia, Copa Adrián C. Escobar, Copa de Competencia Británica, Copa Beccar Varela, Copa de Competencia de Primera División, Copa de Competencia Jockey Club, Copa Estímulo, Copa de Competencia de Primera División de las entidades disidentes, Copa de la Superliga Argentina.
- Copa República FBF, Copa Liga, Copa de la División Profesional 2023.
- Torneio dos Campeões, Torneo de Campeones de la CBF, Torneo Roberto Gomes Pedrosa.
- Copa República, Copa de Invierno, Campeonato de Apertura.
- Copa Alberto Spencer.
- Torneo Relámpago.
- Copa de Liga del Perú, Torneo Intermedio, Torneo del Inca.
- Torneo Preparación, Torneo Competencia, Torneo de Honor, Copa Competencia, Liga Mayor, Torneo Cuadrangular, Copa de Honor, Copa León Peyrou.

## Fútbol femenino
- Copa de la WE League
- Scottish Premier League Cup
- FA WSL Cup Premier League Cup
- NWSL Challenge Cup (2020-2023; se convirtió en supercopa a partir de 2024)